# Plaža Neptun
Plaža Neptun je jedna od mnogobrojnih dubrovačkih plaža a nalazi se na poluotoku Lapad.
Plaža je smještena podno hotela Neptun, po kojem je dobila naziv, u blizini turističkog kompleksa Babin Kuk.
Stjenovita je, dijelom popločana betonskim terasama a izlazi na otvoreno more.
Ova plaža pruža odličan pogled na otvoreno more i Elafite, kao i na cijelu Uvalu Lapad. Na plaži je moguće pronaći restoran, caffe bar i bazene za one koji se plaše otvorenog mora.